# Eryopoidea
Eryopoidea es un clado extinto de temnospóndilos que vivieron desde finales del período Carbonífero hasta el período Pérmico. Se distribuían en lo que hoy es Norteamérica y Europa. 
Carroll (1988) incluía en este clado no menos de diez grupos, pero Yates & Warren (2000) lo sintetizaron en dos grupos del período Pérmico: Eryopidae y Zatrachydidae En su estudio definieron a Eryopoidea como todos los miembros pertenecientes al clado Euskelia en los cuales las coanas son relativamente redondeadas y la pala iliaca es vertical. Una definición similar pero sin Euskelia es empleada por Laurin & Steyer (2000)